# روينا سانشيز أرييتا
روينا سانشيز أرييتا (بالإسبانية: Rowena Sánchez Arrieta)‏ (مواليد سنة 1962) هي عازفة بيانو فلبينية.
خريجة كونسرفاتوار موسكو.

## مسيرتها
أصبحت أول طالبة فلبينية في كونسرفاتوار موسكو سنة 1979 حيث حصلت على درجة الماجستير. تخرجت في عام 1985 مع مرتبة الشرف.
حصلت على عدد جوائز ، من بينها الجائزة الأولى في مسابقة خوسيه إيتوربي (José Iturbi) سنة 1986 في فالنسيا، والجائزة الأولى في السنة نفسها في مسابقة فرينا أويربوش (Frinna Awerbuch) الدولية في نيويورك.